# Distretto di Sapphaya
Il distretto di Sapphaya (in thailandese: สรรพยา) è un distretto (amphoe) della Thailandia, situato nella provincia di Chainat.